# Laver Cup 2022
La Copa Laver 2022, oficialment conegut com a Laver Cup 2022, és un esdeveniment de tennis masculí que enfronta un equip europeu amb un equip de la resta del món. La cinquena edició del torneig es va celebrar entre el 23 i el 25 de setembre de 2022 sobre pista dura interior al The O2 Arena de Londres (Regne Unit).

## Format
Els partits disputats el primer dia estan valorats amb un punt, els del segon dia amb dos, i els del tercer dia amb tres punts. Es disputen quatre partits cada dia (tres individuals i un de dobles), de manera que hi ha un total de 24 punts disponibles i guanya el primer equip a arribi a 13 punts. Amb aquest sistema de puntuació, cap equip pot esdevenir guanyador fins a l'últim dia.

## Participants
| Equip Europa               | Equip Europa |
| -------------------------- | ------------ |
| Capità: Björn Borg         |              |
| Sotscapità: Thomas Enqvist |              |
| Tennista                   | Ràquing      |
| Casper Ruud                | 2            |
| Rafael Nadal               | 3            |
| Stéfanos Tsitsipàs         | 6            |
| Novak Đoković              | 7            |
| Roger Federer              | 9RP          |
| Andy Murray                | 43           |
| Matteo Berrettini          | 15           |
| Cameron Norrie             | 8            |

| Equip Món                   | Equip Món |
| --------------------------- | --------- |
| Capità: John McEnroe        |           |
| Sotscapità: Patrick McEnroe |           |
| Tennista                    | Rànquing  |
| Taylor Fritz                | 12        |
| Félix Auger-Aliassime       | 13        |
| Diego Schwartzman           | 17        |
| Frances Tiafoe              | 19        |
| Alex de Minaur              | 22        |
| John Isner                  | 42        |
| Jack Sock                   | 128       |
| Tommy Paul                  | 29        |

|  | Suplent |

* Rànquing individual a dia 19 de setembre de 2022

## Partits
| Dia | Data           | Equip Europa                      | Puntuació | Equip Món                         | Marcador             | Acumulat |
| --- | -------------- | --------------------------------- | --------- | --------------------------------- | -------------------- | -------- |
| 1   | 23 de setembre | Casper Ruud                       | 1 − 0     | Jack Sock                         | 6−4, 5−7, [10−7]     | 1 − 0    |
| 1   | 23 de setembre | Stéfanos Tsitsipàs                | 1 − 0     | Diego Schwartzman                 | 6−2, 6−1             | 2 − 0    |
| 1   | 23 de setembre | Andy Murray                       | 0 − 1     | Alex de Minaur                    | 5−7, 6−3, [10−7]     | 2 − 1    |
| 1   | 23 de setembre | Roger Federer / Rafael Nadal      | 0 − 1     | Jack Sock / Frances Tiafoe        | 4−6, 7−6(2), [11−9]  | 2 − 2    |
| 2   | 24 de setembre | Matteo Berrettini                 | 2 − 0     | Félix Auger-Aliassime             | 7−6(11), 4−6, [10−7] | 4 − 2    |
| 2   | 24 de setembre | Cameron Norrie                    | 0 − 2     | Taylor Fritz                      | 6−1, 4−6, [10−8]     | 4 − 4    |
| 2   | 24 de setembre | Novak Đoković                     | 2 − 0     | Frances Tiafoe                    | 6−1, 6−3             | 6 − 4    |
| 2   | 24 de setembre | Matteo Berrettini / Novak Đoković | 2 − 0     | Alex de Minaur / Jack Sock        | 7−5, 6−2             | 8 − 4    |
| 3   | 25 de setembre | Matteo Berrettini / Andy Murray   | 0 − 3     | Félix Auger-Aliassime / Jack Sock | 6−2, 3−6, [8−10]     | 8 − 7    |
| 3   | 25 de setembre | Novak Đoković                     | 0 − 3     | Félix Auger-Aliassime             | 6−3, 7−6(3)          | 8 − 10   |
| 3   | 25 de setembre | Stéfanos Tsitsipàs                | 0 − 3     | Frances Tiafoe                    | 1−6, 7−6(11), [10−8] | 8 − 13   |
| 3   | 25 de setembre | Casper Ruud                       | 0 − 0     | Taylor Fritz                      | No disputat          | 8 − 13   |